# Caryedon germari
Caryedon germari là một loài bọ cánh cứng trong họ Bruchidae. Loài này được Kuster miêu tả khoa học năm 1845.